# Trazegnies
Trazegnies is een dorp in de Belgische provincie Henegouwen, en een deelgemeente van de Waalse gemeente Courcelles.
Trazegnies was een zelfstandige gemeente, tot die bij de gemeentelijke herindeling van 1977 toegevoegd werd aan de gemeente Courcelles. 

## Geschiedenis
Willem II van Vlaanderen werd hier in 1251 tijdens een steekspel door paarden vertrappeld, waardoor Gwijde van Dampierre de nieuwe bestuurder werd van het graafschap Vlaanderen.

## Bezienswaardigheden
- Het kasteel van Trazegnies werd tot 1862 bewoond door het geslacht de Trazegnies. Daarna kwam het aan de Société des Charbonnages de Bascoup en in 1913 aan de Belgische staat.
- De Sint-Martinuskerk waarin zich grafmonumenten bevinden van de heren van Trazegnies.[1] De kerk stamt uit de 13e eeuw en werd gewijzigd in de 16e eeuw.
- Het voormalig gemeentehuis van Trazegnies van 1911 heeft een belfort. Het is geïntegreerd in een gemeenschapshuis van 1922 en een school van 1924.

## Natuur en landschap
Trazegnies ligt aan de Ruisseau de Trazegnies die in noordelijke richting stroomt. De hoogte aan de kerk bedraagt 156 meter.

## Economie
Trazegnies kende steenkoolwinning en wel via de mijnBascoup N° 5 met een schacht van 726 meter diep. Deze mijn sloot in 1961. Een deel van de mijnterril bleef bewaard.

## Demografische ontwikkeling
- Bronnen:NIS, Opm:1831 tot en met 1970=volkstellingen, 1976= inwoneraantal op 31 december

## Galerij

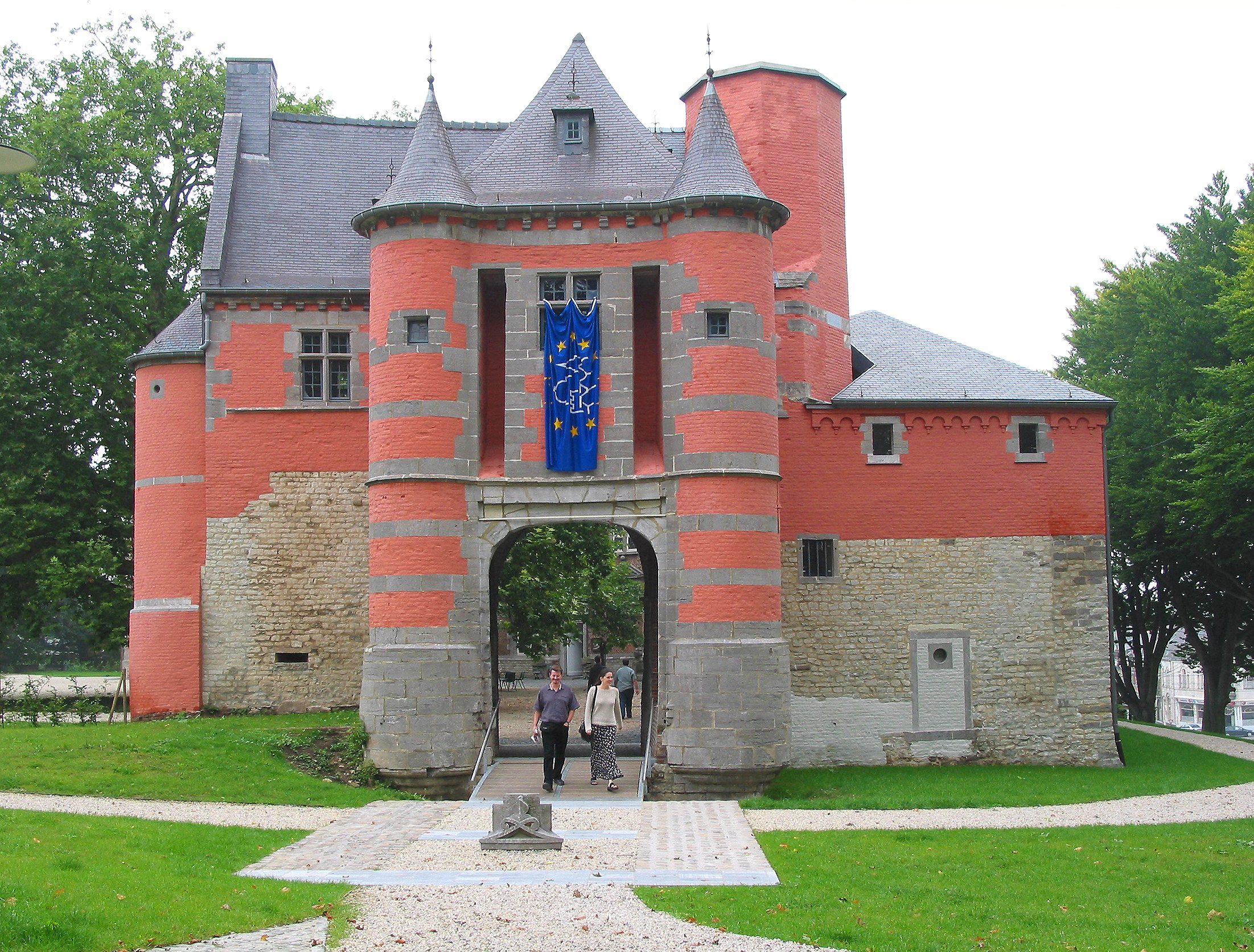
Kasteel
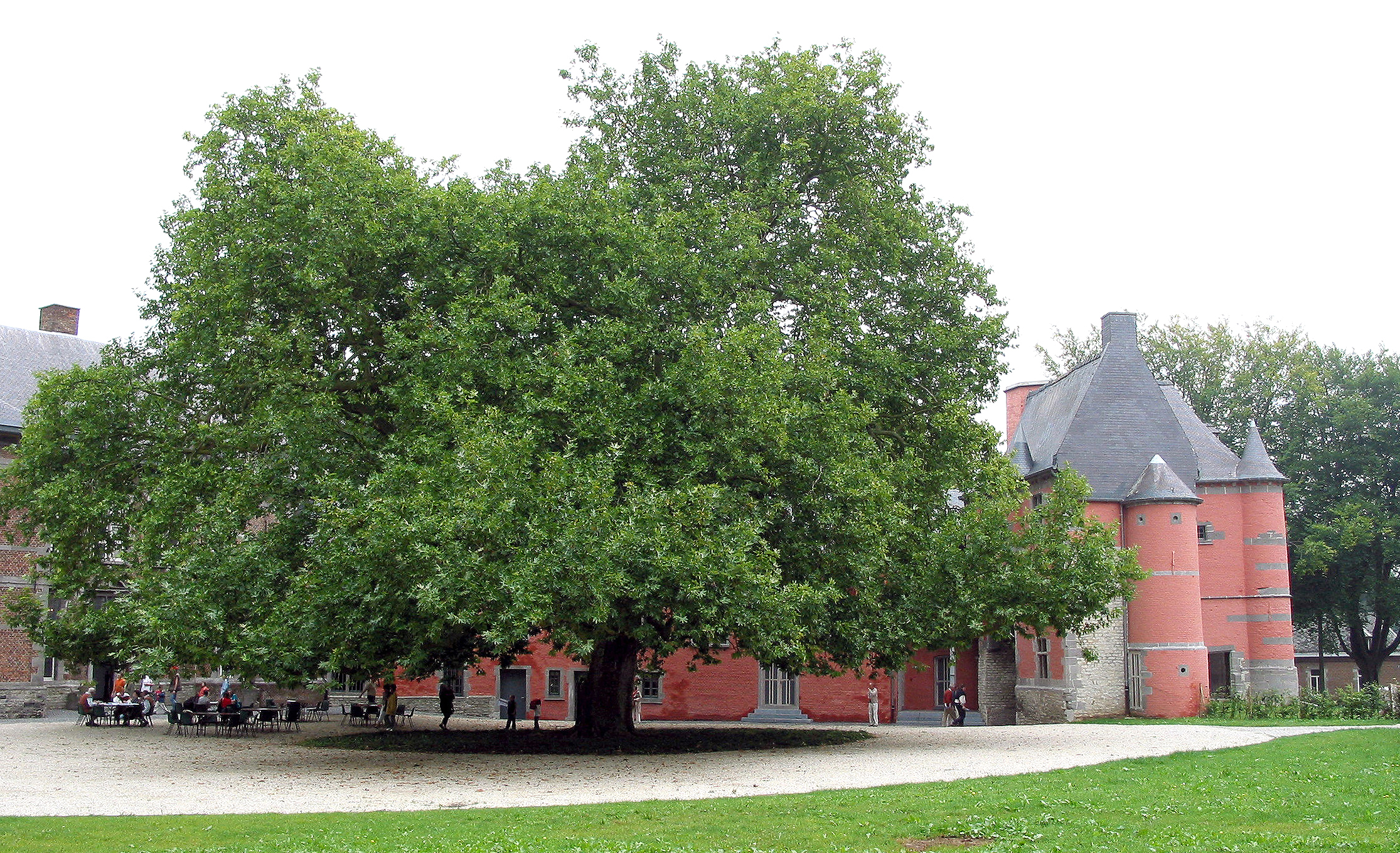
Oude Plataan en Kasteel
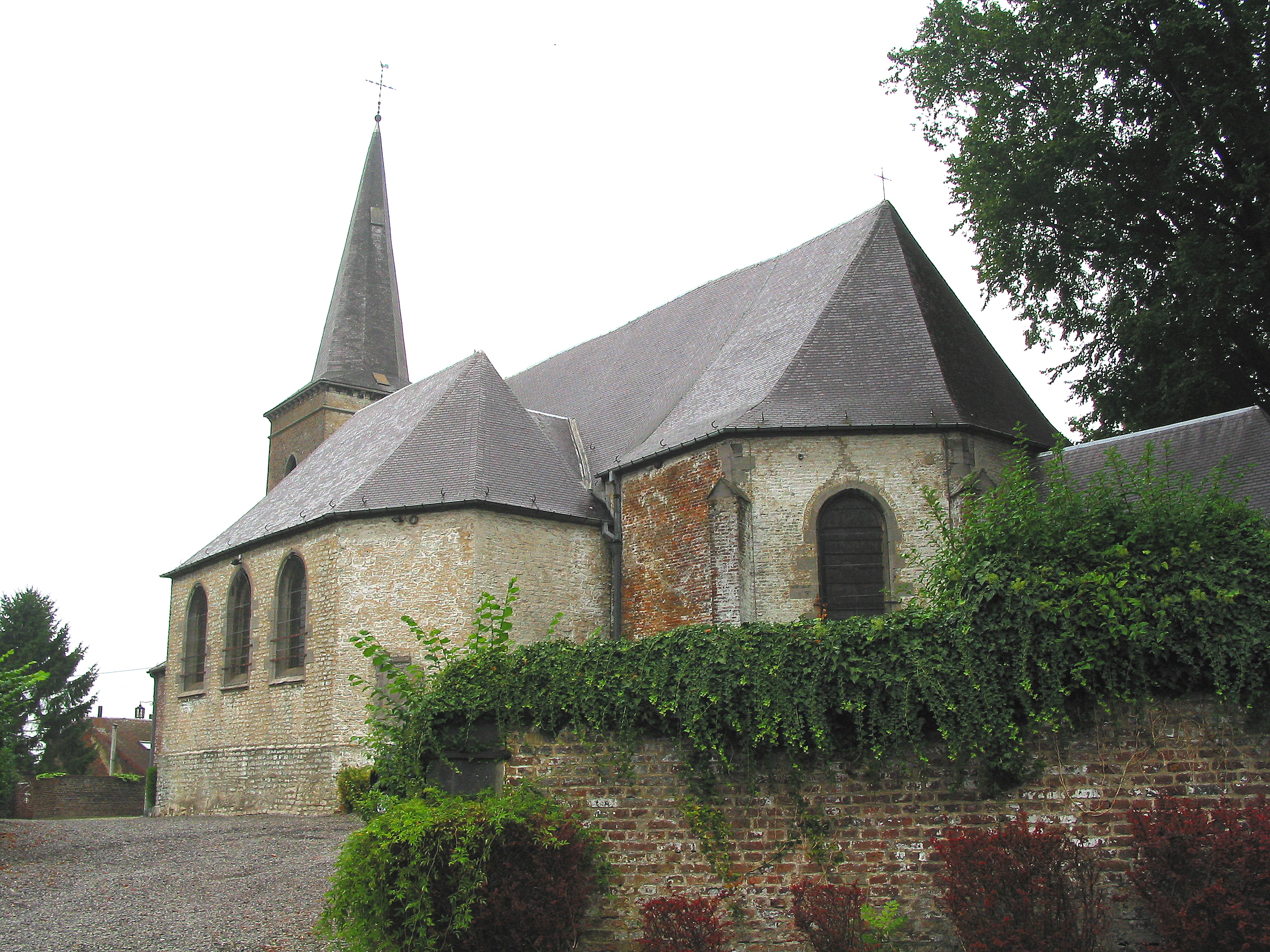
Sint-Martinuskerk
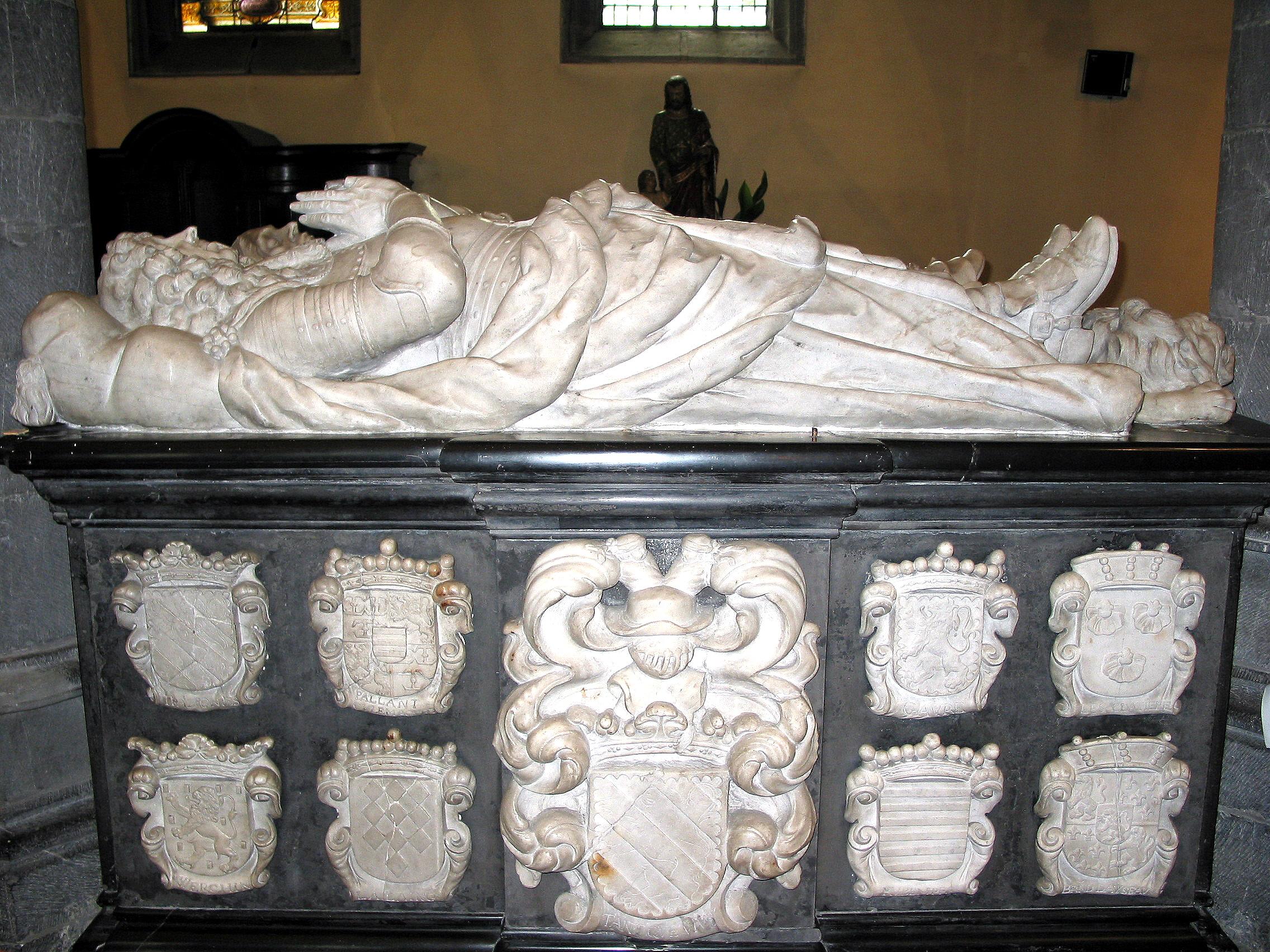
Grafmonument voor Gillion-Othon de Trazegnies en Jacqueline de Lalaing

## Nabijgelegen kernen
Gouy-lez-Piéton, Chapelle-lez-Herlaimont, Forchies-la-Marche, Souvret, Courcelles